# Walhain
Walhain (en wallon « Walin ». Origine (Xe s.) : « Walaham ». Ce toponyme se divise en deux parties : Wahl - Walo Wallo —, qui est le nom d'un homme d'origine germanique, et Hain, transposition romaine du germanique « Hein » qui signifie village) est une commune francophone de Belgique située en Région wallonne dans la Province du Brabant wallon. Elle regroupe les villages de Nil Saint-Vincent-Saint-Martin (altitude +/- 100m), Tourinnes-Saint-Lambert (+/- 130m) et Walhain-Saint-Paul (+/-120m).

## Géographie
Le territoire de Walhain s’étend entre deux anciennes voies romaines: au Sud, la principale, la chaussée Brunehaut (Bavay-Cologne) qui passe à Baudecet (du nom du ruisseau qui se jette dans l' Orneau à Gembloux puis dans la Sambre, bassin de la Meuse) sur la crête entre les bassins de l’Escaut et de la Meuse; et au Nord, la secondaire, la Via Gallia Belgica, qui deviendra au Moyen Âge un tronçon du chemin de St Jacques de Compostelle.
Actuellement, traversé par la Nationale 4, il est encadré par la voie de chemin de fer Bruxelles-Ottignies-Luxembourg et l'autoroute E411.
L'ancien bâti est d'ailleurs constitué de nombreuses fermes hesbignonnes typiques, en quadrilatère.

### Centre Géographique de la Belgique
Le centre géographique de la Belgique se situe sur le territoire de Nil-Saint-Vincent au lieu-dit Le Tiège. Il est matérialisé par une structure métallique, œuvre de l'architecte Bernard Defrenne.
Les coordonnées, calculées sur l'ellipsoïde de Hayford par Monsieur Jean-Georges Affholder, sont 50° 38′ 28″ N, 4° 40′ 05″ E. Ce géographe à l'I.G.N. (France) avait déjà été chargé de calculer les coordonnées du centre de l'Union européenne (à 15 pays).
L'ancien centre géographique, calculé avant 1919, était situé sur la place publique d’Ittre et ne pouvait, de fait, tenir compte des cantons de l'Est (Eupen-Malmedy) revenus à la Belgique après la guerre 1914-1918.

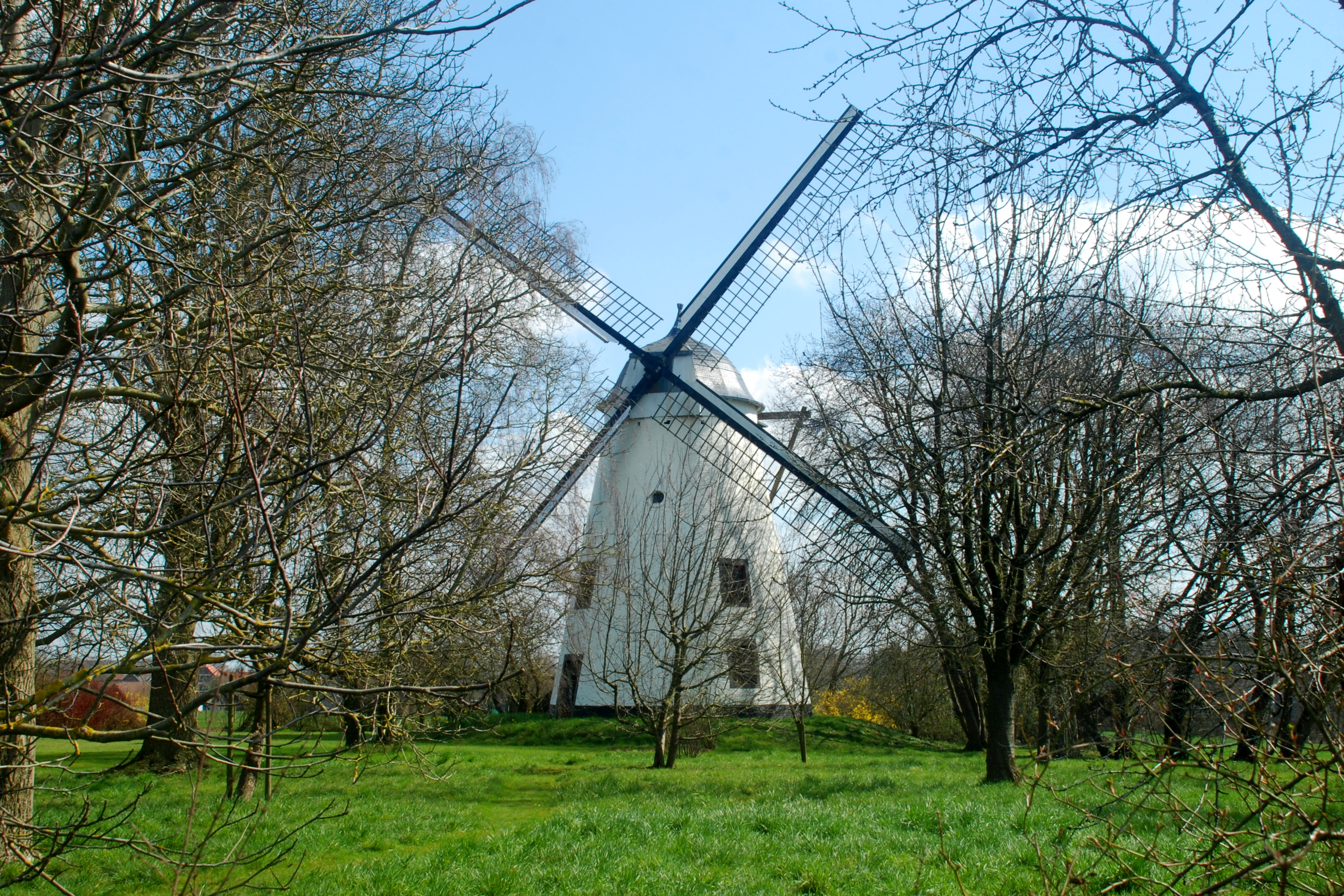
Moulin du Tiège.

### Divisions de la commune
| # | Nom                            | Superf. (km²) | Habitants (2020) | Habitants par km² | Code INS |
| - | ------------------------------ | ------------- | ---------------- | ----------------- | -------- |
| 1 | Walhain-Saint-Paul             | 13,93         | 2.867            | 206               | 25124A   |
| 2 | Nil-Saint-Vincent-Saint-Martin | 11,47         | 2.310            | 201               | 25124B   |
| 3 | Tourinnes-Saint-Lambert        | 12,68         | 2.181            | 172               | 25124C   |

### Hameaux
Sart-lez-Walhain, Baudecet (A distinguer : Haute Baudecet et sa ferme sur le territoire de la commune de Walhain et Basse Baudecet sur Gembloux), Saint-Paul, Aurimont, Lérinnes, Tourinnes les Ourdons, Libersart, Spèche, Nil Pierreux, Les Hayettes et Perbais.

### Situation
| Mont-Saint-Guibert | Chaumont-Gistoux | Incourt |
| Chastre            | Walhain          | Perwez  |
|                    | Gembloux         |         |

### Géologie et Hydrographie
Situé aux contreforts de la Hesbaye (Origine de "Hasbaniense", "Hasbannium", "Hasbania", "Hasbano", "Hesbania", "Hasbaing" = région des prairies humides, du néerlandais "Haspengouw" signifiant prairies humides), grenier du pays, le paysage est défini comme plateau sablo-limoneux, excepté à l’ouest où il est dessiné par la vallée de l’Orne qui le traverse.
Localisé dans la zone de sable bruxellien (carrières de Chaumont-Gistoux, à l’est et de Mont-Saint-Guibert, à l’ouest), le sous-sol est riche en eaux souterraines mais aussi de plusieurs Sites de Grand Intérêt Biologique (SGIB) : Bois de Buis à Sart lez Walhain, Pré d'Auffe (Hameau de Spèche) à Nil St Martin, Champ du Bois des Pauvres à Nil Pierreux et prairie humide du Ry des Lovières (Hayettes).
La commune est parcourue par un ruisseau principal, le Hain/Nil, et ses nombreux affluents, le Ry de Perbais et son affluent, le Ry de Corbais et le Ry des Lovières qui se jettent dans l'Orne à Blanmont (Chastre) et à Hévillers (Mont-Saint-Guibert).
La gestion de la partie du ruisseau, Hain/Nil, la plus proche de la source appartient à la commune; l'autre partie, à la Province du Brabant Wallon. Quant à l'aspect écologique et environnemental du réseau hydrographique de la commune, il est confié au Contrat Rivière Dyle-Gette.
L'Orne est un affluent de la Dyle, dans le bassin de l'Escaut.

## Démographie
En tenant compte des anciennes communes entraînées dans la fusion de communes de 1977, on peut dresser l'évolution suivante :
Les chiffres des années 1831 à 1970 tiennent compte des chiffres des anciennes communes fusionnées.
- Source: DGS , de 1831 à 1981=recensements population; à partir de 1990 = nombre d'habitants chaque 1 janvier[2]

## Politique et administration

### Conseil et collège communal 2024-2030
| Collège communal   |                            |                               |
| ------------------ | -------------------------- | ----------------------------- |
| Bourgmestre        | Xavier Dubois              | Les Engagés - Avenir Communal |
| 1er Échevin        | Olivier Petronin           | Les Engagés - Avenir Communal |
| 2e Échevine        | Isabelle Van Bavel-De Cocq | Les Engagés - Avenir Communal |
| 3e Échevin         | Guillaume Staumont         | Avenir Communal               |
| 4e Échevin         | Didier Hayet               | Avenir Communal               |
| Présidente du CPAS | Mélanie Haubruge           | Avenir Communal               |

### Jumelages
- Amitiés Perbais - Trentels (Lot-et-Garonne).
- Jumelage Tourinnes - Cintré (Ille-et-Vilaine, Bretagne).
- Jumelage Lerrines - Lerrain (Vosges).

## Histoire
La seigneurie de Walhain appartenait à la famille de Witthem avant de passer  à la famille de Cusance.  Béatrix de Cusance épousa un membre de la famille des ducs de Lorraine et en fit don à son fils Charles-Henri de Lorraine en même temps que celle de Wavre.  Elles entrèrent ainsi dans les biens du prince de Vaudémont.

### Seconde Guerre mondiale

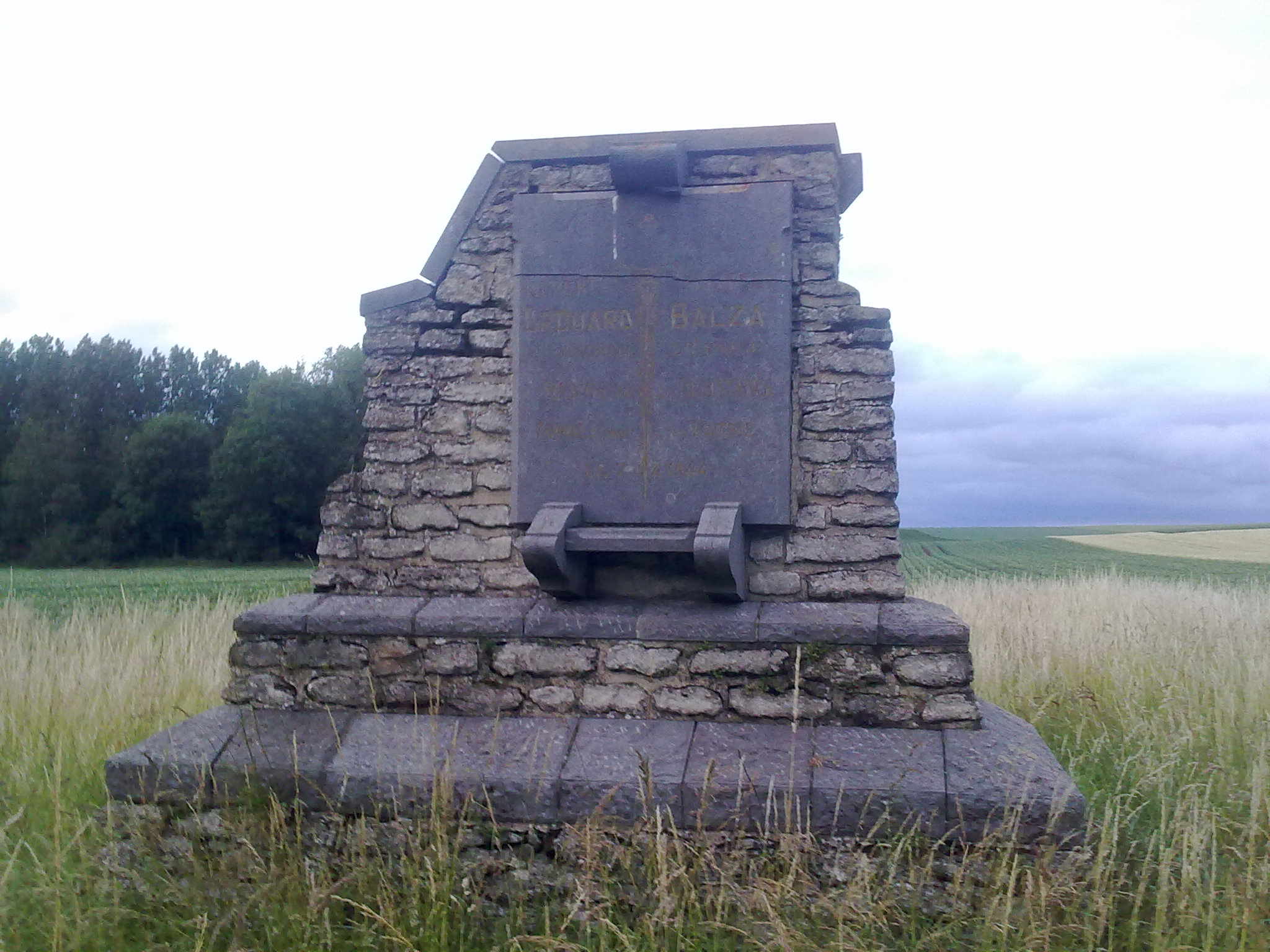
Cénotaphe en mémoire des résistants Georges Balza d'Ernage et Albert Drouard de Sauvenière, abattus le 7 septembre 1944. Nationale 4, km32, Nil- Saint-Vincent.

Créée en 1919, la Fédération Nationale des combattants Chastre-Walhain entretient la mémoire des anciens qui se sont battus pour nos libertés.
À Haute-Baudecet, une plaque commémorative évoque la concentration de chars allemands qui a précédé la bataille de Gembloux, du 13 au 15 mai 1940. Un cimetière français proche, la nécropole française de Chastre, nous rappelle le massacre.
En 1944, la Mission Marathon a hébergé plus de cent aviateurs alliés dans des camps établis secrètement en Ardenne. Beaucoup de ces aviateurs ont fait le trajet de Bruxelles vers Namur et puis vers l’Ardenne en se déplaçant à vélo, avec un guide. Une ligne cycliste partait de l’avenue de Tervueren vers Wavre puis Nil-Saint-Vincent. Dans le hameau des Hayettes, le long de la N4, ils étaient restaurés et logés, avant de repartir le lendemain pour une longue étape vers Spy. Dans ce village de la Province de Namur, ils étaient pris en charge par des guides namurois, pour continuer leur périple vers les camps en Ardenne, en Province de Luxembourg : Beffe, Acremont, Porcheresse (Daverdisse), La Cornette (Bouillon), Villance et  Bohan.

## Héraldique
|  | La commune possède des armoiries qui lui ont été octroyées le 11 août 1981. Ce sont les armoiries de Tourinnes-Saint-Lambert qui lui avait été octroyées le 10 décembre 1965. Ce sont les armoiries de l'Ordre des Trinitaires. La croix apparaît déjà sur le sceau du village en 1693 et indique qu'une grande partie du village était une possession de cet Ordre. Blasonnement : D'argent à une croix pattée et alésée, au montant de gueules brochant sur la traverse d'azur. - Délibération communale : 30 octobre 1979 - Arrêté de l'exécutif de la communauté : 11 août 1981 - Moniteur belge : 1 octobre 1981 Source du blasonnement : Heraldy of the World. |

## Patrimoine et culture

### Patrimoine architectural et sites historiques
- La voirie communale constituée de routes et de chemins de remembrements reprend d'anciens sentiers existants à l'atlas de 1841. Un groupe sentiers rassemblant une centaine de citoyens actifs et sympathisants, A vot' Sentier, se charge de les défendre et de les faire connaitre (voir Livret Dix balades à Walhain édité en 2021 et réédité en 2024).
- L'association Les Amis du château collabore avec la commune pour la gestion du château de Walhain, berceau du village et pôle d'attraction en hiver avec le grand feu et en été, avec le festival estival qui rassemblent les habitants de l'entité.

- La ferme Marette est le lieu où le 18 juin 1815, date de la bataille dite de Waterloo, le général français Emmanuel de Grouchy s'arrêta pour installer son quartier général. Il aurait achevé son déjeuner avec un plat de fraises à la table du notaire Höllert qui l'aurait rendu malade. Grouchy respectait à la lettre l'ordre de Napoléon de marcher sur Wavre et de ne point "marcher au canon" tandis qu'il entendait, au loin, les combats de Mont-Saint-Jean. L'absence de ce bras droit de Napoléon Bonaparte et de ses troupes (30 000 hommes) fut décisive pour la victoire du Duc de Wellington et des troupes alliées.
- Les Tumuli de Libersart, aussi connus localement sous le nom des Tombes, sont deux buttes de terre, situées de part et d'autre de la rue des Tumuli, qui attestent de la présence d'un vicus gallo-romain (dédié à l'artisanat : poterie, à cause de la qualité de la terre argileuse), vers le IIe siècle de notre ère. Les deux sites ont été fouillés en 1911 et 1920 par la Société Archéologique de Bruxelles. Il semble qu'ils aient été pillés avant ces fouilles modernes. Les vestiges d'une villa gallo-romaine est enfouie à côté de l'autoroute E411.
- Le château de Walhain médiéval, géré par la commune de Walhain (Walhain-centre).
- La Tour d'Alvaux ou Tour des sarrasins (Nil Pierreux).
- Le Moulin du Tiège (Nil St Vincent).
- le château de Nil Saint-Martin.
- La ferme de la Basse-Cour (Walhain).
- La ferme de l'Abbaye de Lerrines (Tourinnes les Ourdons) avec, sur le site, les vestiges d'une seconde villa gallo-romaine.
- La ferme ou cense de la Tour (Nil Pierreux).
- La ferme Le Pierreux (Nil Pierreux).
- La ferme de Glimes (Tourinnes-les-Ourdons).
- La ferme de la Matourée (Nil-Saint-Martin).
- La drève Chevequeue de Walhain.

|  |  |

Voir aussi la liste du patrimoine immobilier classé de Walhain.

### Culture

#### Art
- Le fil de l'art organise des manifestations culturelles sur le territoire communale. L'association propose un « Chemin d’artistes » qui permet au public de rencontrer des talents locaux, tous les deux ans.
- Carbazole, à Sart lez Walhain, anime divers ateliers créatifs pour petits et grands.
- Bas les masques propose aux jeunes du théâtre et de la danse, encadré par des professionnels du spectacle, à Nil-Saint-Vincent.

#### Lecture
- Bibliothèque publique de Perbais.
- Ludo-bibliothèque de Walhain.

#### Musique
- De 2007 à 2012, le festival de musique Jyva'Zik, créé à Walhain, s'est déroulé sur le territoire de la commune.
- Croq' notes est l' école de musique de Walhain.
- Chez Emile est un cabaret ouvert dans l'église partagée de Nil St Vincent, tous les mois.

## Sports et vie associative

### Sports
Le Royal Wallonia Walhain Chaumont-Gistoux, club de football, évolue en Division 2 Amateur Francophone (anciennement D3 Nationale) depuis la saison 2014-2015.
Proche du RAVEL vers Gembloux, à Walhain-centre, le complexe sportif avec salle omnisports est à la disposition des habitants.
De plus, des lieux consacrés au sport sont disséminés dans les villages : stade des Boscailles (Walhain centre), stade Les Cortils (Tourinnes-Saint-Lambert), le terrain et chalet du tram pour la balle pelote (Nil St Vincent) qui accueillent régulièrement des compétitions.
Chaque village dispose de plusieurs terrains de jeux pour les enfants.

### Articles connexe
- Walhain (en), zone non incorporée dans l'État du Wisconsin, aux États-Unis.